# Исаакян (платформа)
Исаакян (в некоторых атласах железных дорог ошибочно помечается как «Кишляг») — остановочный пункт Южно-Кавказской железной дороги, расположенный на перегоне Баяндур — Агин. Назван по одноимённому селу.

## Описание
Остановочный пункт представляет собой высокую посадочную платформу в 20 метрах от жилых построек (расстояние от железной дороги до жилых домов занимают участки). К северу от платформы находится автомобильный путепровод.
Билетная касса отсутствует, навесы от дождя тоже. Параллельно платформе установлены световые мачты без светильников.

## Деятельность
На остановочном пункте оставливаются пригородные электропоезда ЭР2, курсирующие на линии Гюмри — Ереван (2 рейса в день). Платформа рассчитана на остановку 6-вагонных электропоездов.
С 1 ноября 2011 года возобновлена остановка электропоездов Ереван — Гюмри — Ереван:
| В Ереван | В Гюмри |
| -------- | ------- |
| 8:27     | 10:59   |
| 18:37    | 21:09   |